# Muriel Drazien
Muriel Drazien, née le 7 septembre 1938 à New York et morte le 14 avril 2018 à Rome, est une psychanalyste lacanienne française d'origine américaine.

## Biographie
Muriel Drazien fait ses études de lettres à l'université Columbia. Elle obtient une bourse Fullbright qui lui permet de se rendre en France. Après quatre années d'études de psychologie à Strasbourg où elle se forme à la psychanalyse auprès de Lucien Israël, elle fait des études de médecine à Paris. Elle complète sa formation avec Jacques Lacan.  
Elle est membre de l'École freudienne de Paris. Arrivée à Rome en 1974, elle introduit dans la culture psychanalytique italienne les enseignements de Jacques Lacan. En 1983, elle fonde l’association psychanalytique Cosa Freudiana après la mort de Lacan et la dissolution de son école. Ensuite, en 2001, elle fonde le Laboratorio Freudiano pour la formation des psychothérapeutes dont elle est directrice et où elle enseigne.
Elle est membre de l’Association lacanienne internationale et mène une activité clinique à Rome et à Paris. Elle dirige l'édition italienne du Dizionario di Psicanalisi. Selon Érik Porge, Lacan adresse une lettre, dite «La Lettre aux Italiens», à Armando Verdiglione et Giacomo Contri à Milan, à Muriel Drazien à Rome (trois analystes que Lacan appelle son tripode), leur exposant son souhait d'« asseoir une école italienne rassemblée sous la bannière de la «Cosa freudiana» ».

## Publications
- « Duce, tu n’es plus mon père », La Célibataire, 2003.
- (it) Una storia psicanalitica : il nodo di Lacan, Carocci, coll. « Biblioteca di testi e studi », 2007 176 p.  (ISBN 9788843040544)
- « L’Amnésique de Collegno », La revue lacanienne, 2007/4, [lire en ligne]
- (it) Coppie. Una storia psicanalitica: il nodo di Lacan, Carocci, 2007,   (ISBN 9788843040544)
- (it) « Nora calzava a Jim come un guanto. Escursione intorno al desiderio maschile e femminile », in M. Fiumanò, Desiderio di uomo e desiderio di donna, Rome, Carocci, 2007,  (ISBN 9788843043156)
- « Joyce. L'amour entre symptôme et sinthome », La Célibataire, 2010, n°21, « Dante Alighieri. Les effets inattendus de l'amour de la langue »
- (it) « Lo sguardo del mondo », L'Osservatore Romano, 18 décembre 2010, [lire en ligne]
- « L’amour de transfert. La formation d’une analyste », in C. Fanelli-J. Jerkov, Mes soirées chez Lacan,  Rome, Editori Internazionali Riuniti, 2011,  (ISBN 978-99-559-9088-8).
- Joyce et l’élangues, La Célibataire, 2013, n°27, « Une journée entière avec James Joyce »
- (it) Lacan lettore di Joyce, Portaparole, Rome 2016  (ISBN 978-8897539612)
- (it) « Le crime de Rina Forte », in N. Dissez, C. Fanelli, Il sapere che viene dai folli, Rome, Derive Approdi, 2017  (ISBN 9788865481837).